# Itoplectis santoshae
Itoplectis santoshae là một loài tò vò trong họ Ichneumonidae.